# Relais de poste de L'Aigle
Le relais de poste de L'Aigle est un ancien relais de poste situé à L'Aigle, en France.

## Localisation
Le monument est situé dans le département français de l'Orne, à L'Aigle, à 300 m à l'ouest de l'église Saint-Martin. L'accès (privé) est au no 22bis de la rue Louis-Pasteur, mais le bâtiment jouxte la place de Verdun.

## Architecture
Les façades et les toitures sont inscrites au titre des monuments historiques depuis le 28 décembre 1981.